# Cananeus

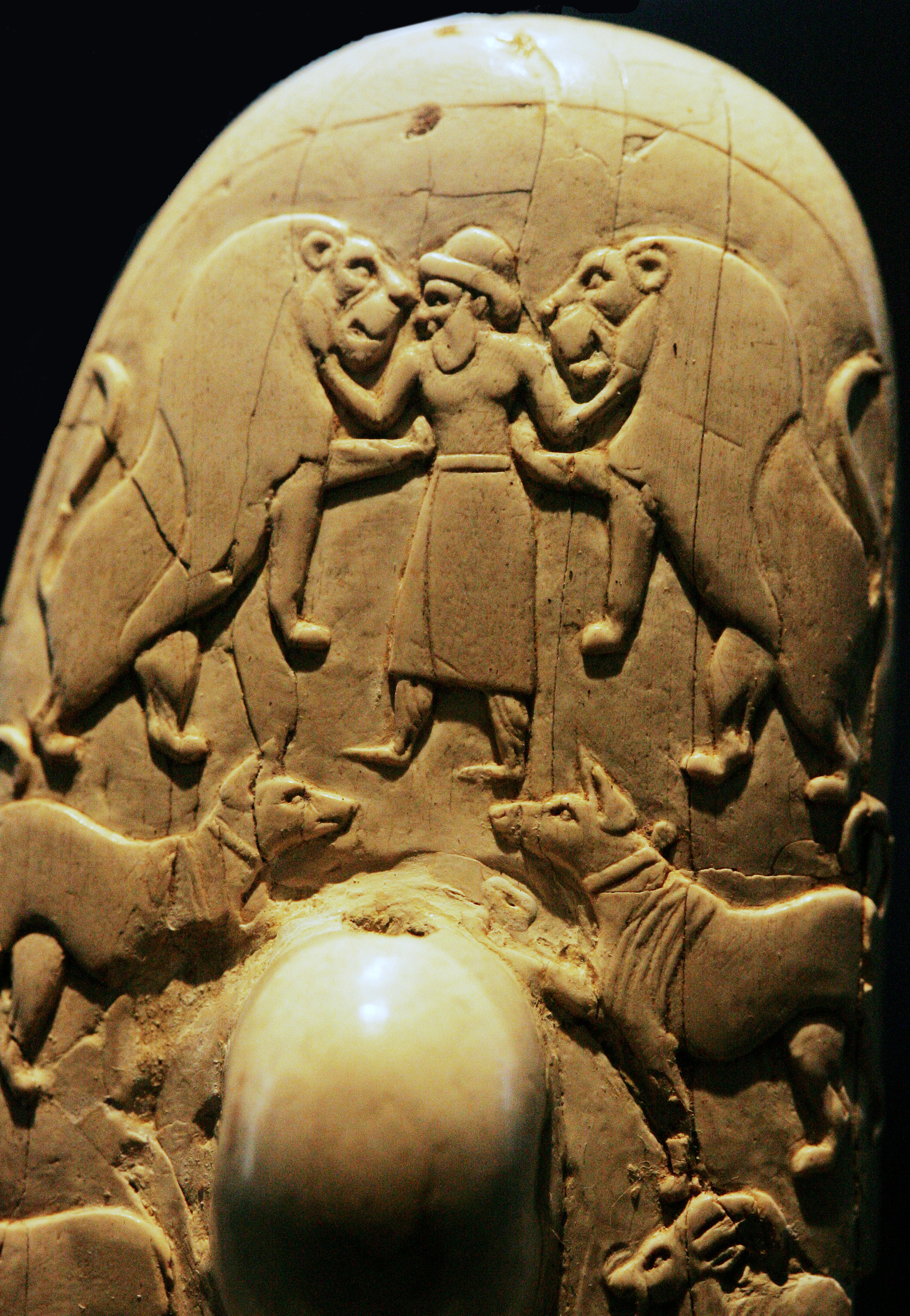
faca de Gebel Araque

Cananeus ou canaanitas (em hebraico: כנענים; romaniz.: Kna'anim; ou Kənaʻănîm (hebraico tiberiano)) eram os habitantes da antiga Canaã (atual Israel e Territórios Palestinos, oeste da Jordânia, parte da Síria, Líbano e fronteira sul da Turquia). Acredita-se que tenham sido uma das civilizações mais antigas da história da humanidade. Segundo a Bíblia, teriam sido uma das sete divisões étnicas — "nações" expulsas pelos israelitas após o Êxodo (junto com hititas, girgaseus, amoritas, perisitas, hivitas e os jebusitas). E a Tabela das Nações (em Gênesis) informa que são descendentes do filho de Cam, chamado Canaã (em hebraico: כְּנַעַן; romaniz.: Knaan).

## História
O Levante era habitado por pessoas que se referiam à terra como ka-na-na-um já em meados do terceiro milênio aC.  A palavra acadiana "kinahhu" referia-se à lã de cor púrpura, tingida dos moluscos Murex da costa — que era um produto de exportação importante da região. Quando os antigos gregos mais tarde negociaram com os cananeus, este significado da palavra parece ter predominado, pois eles se referiam aos cananeus como fenícios (em grego: Φοίνικες; romaniz.: foinikes), que pode derivar da palavra grega "fênix" (em grego: φοίνιξ; romaniz.: foinix; lit. "carmesim" ou "roxo") e também descreveu o tecido pelo qual os gregos negociavam. A palavra "fênix" foi transcrita pelos romanos para "poenus" (em latim: poenus); os descendentes dos colonos cananeus em Cartago também eram chamados de púnicos.
Assim, embora "fenícios" e "cananeus" se refiram à mesma cultura, arqueólogos e historiadores comumente se referem aos povos levantinos da Idade do Bronze anteriores a 1200 a.C. como cananeus, enquanto seus descendentes da Idade do Ferro, especialmente aqueles que vivem na costa, são referidos como como fenícios. Mais recentemente, o termo "cananeu" tem sido usado para designar os estados secundários da Idade do Ferro do interior do Levante que não eram governados por povos arameus, isto é, que eram governados por um grupo étnico separado e intimamente relacionado que incluía os filisteus e os israelitas.

### Cultura
De acordo com o arqueólogo Jonathan N. Tubb, "os amonitas, os moabitas, os israelitas e os fenícios sem dúvida alcançaram suas próprias identidades culturais, mas etnicamente eram todos cananeus", "o mesmo povo que se estabeleceu em aldeias agrícolas na região no 8º milênio a.C."
A civilização cananeia foi uma resposta a longos períodos de clima estável interrompidos por curtos períodos de mudanças climáticas. Durante esses períodos, os cananeus lucraram com sua posição intermediária entre as antigas civilizações do Oriente Médio — Antigo Egito, Mesopotâmia (Suméria, Acádia, Assíria, Babilônia), os Hititas e a Creta minoica — para se tornarem cidades-estados de príncipes mercantes ao longo da costa, com pequenos reinos especializados em produtos agrícolas no interior. Essa polaridade, entre cidades costeiras e o interior agrário, foi ilustrada na mitologia cananeia pela luta entre o deus da tempestade, também chamado de Tessube (hurrita) ou Baal Hadade (amorreu/arameu) e Ya'a, Yaw ou Yam, deus do mar e dos rios. A civilização cananeia primitiva era caracterizada por pequenas cidades mercantis muradas, cercadas por camponeses que cultivavam uma variedade de produtos hortícolas locais, juntamente com o cultivo comercial de azeitonas, uvas para vinho e pistache, cercados por extensas culturas de grãos, predominantemente trigo e cevada. A colheita no início do verão era uma época em que se praticava o nomadismo de transumância — os pastores ficavam com os seus rebanhos durante a estação chuvosa e voltavam para pastoreá-los no restolho colhido, mais perto do abastecimento de água no verão. A evidência deste ciclo da agricultura é encontrada no calendário de Gezer e no ciclo bíblico do ano.
Os períodos de rápidas alterações climáticas assistiram geralmente ao colapso deste sistema agrícola misto mediterrânico; a produção comercial foi substituída por alimentos agrícolas de subsistência; e a pastorícia de transumância tornou-se uma atividade pastoral nómade durante todo o ano, enquanto os grupos tribais vagavam num padrão circular para norte, até ao Eufrates, ou para sul, até ao delta do Egito, com os seus rebanhos. Ocasionalmente, surgiam chefes tribais, atacando assentamentos inimigos e recompensando seguidores leais com os despojos ou com tarifas cobradas dos mercadores. Se as cidades se unissem e retaliassem, se um estado vizinho interviesse ou se o chefe sofresse uma reviravolta na sorte, os aliados cairiam ou as rixas intertribais regressariam. Foi sugerido que os contos patriarcais da Bíblia refletem tais formas sociais. Durante os períodos do colapso do Império Acadiano na Mesopotâmia e do Primeiro Período Intermediário do Egito, as invasões de hicsos e o fim da Idade do Bronze Médio na Assíria e Babilônia, e o colapso da Idade do Bronze Final, o comércio através da área cananeia diminuía, à medida que o Egito, a Babilônia e, em menor grau, a Assíria, se retirassem para o seu isolamento. Quando o clima se estabilizasse, o comércio seria retomado, primeiro ao longo da costa, na área das cidades filisteias e fenícias. À medida que os mercados se desenvolvessem, novas rotas comerciais que evitariam as pesadas tarifas da costa se desenvolveriam de Cades, passando por Hebrom, Laquis, Jerusalém, Betel, Samaria, Siquém, Siló, passando pela Galileia, até Jezreel, Hazor e Megido. Cidades cananeias secundárias se desenvolveriam nesta região. Um maior desenvolvimento económico veria a criação de uma terceira rota comercial de Eilat, Timna, Edom (Seir), Moabe, Amom, e daí para os estados arameus de Damasco e P. Os estados anteriores (por exemplo, os filisteus e os tírios no caso de Judá e Samaria, para a segunda rota, e Judá e Israel para a terceira rota) tentaram geralmente, sem sucesso, controlar o comércio interior.
Eventualmente, a prosperidade deste comércio atrairia vizinhos regionais mais poderosos, como o Antigo Egito, a Assíria, os babilônios, os persas, os gregos antigos e os romanos, que controlariam politicamente os cananeus, cobrando tributos, impostos e tarifas. Muitas vezes, em tais períodos, o sobrepastoreio completo resultaria num colapso climático e numa repetição do ciclo (por exemplo, PPNB, Gasuliano, Uruque e os ciclos da Idade do Bronze já mencionados). A queda da civilização cananeia posterior ocorreu com a incorporação da área ao mundo greco-romano (como província da Judeia), e após os tempos bizantinos, ao Califado Omíada. O aramaico ocidental, uma das duas línguas francas da civilização cananeia, ainda é falado em várias pequenas aldeias sírias, enquanto o cananeu fenício desapareceu como língua falada por volta de 100 d.C. Um aramaico oriental separado, com infusão de acadiano, ainda é falado pelos assírios existentes no Iraque, Irã, nordeste da Síria e sudeste da Turquia.
Tel Kabri contém os restos de uma cidade cananeia da Idade Média do Bronze (2000–1550 aC). A cidade, a mais importante das cidades da Galileia Ocidental naquele período, tinha um palácio no centro. Tel Kabri é a única cidade cananeia que pode ser escavada em sua totalidade porque depois que a cidade foi abandonada, nenhuma outra cidade foi construída sobre suas ruínas. É notável porque a influência cultural extra-cananeia predominante é minóica; Afrescos em estilo minóica decoram o palácio.

## Estudos genéticos
Uma análise genética de 2020 conduzida por uma equipe internacional de arqueólogos e geneticistas descobriu que a população cananeia da Idade do Bronze descendia de populações locais anteriores do Neolítico, juntamente com populações relacionadas às montanhas Zagros do Calcolítico e ao Cáucaso da Idade do Bronze. Segundo os investigadores, esta mistura é provavelmente o resultado de uma migração contínua dos Zagros e/ou do Cáucaso para o Levante entre 2500-1000 aC. O estudo também mostrou que a população cananeia contribuiu para a maioria dos grupos Judeus atuais (Ashkenazes, Sefarditas e Mizrahi), Samaritanos e para os grupos de língua árabe levantina (Palestinos, Libaneses, Sírios, Jordanianos, Iraquianos e Drusos). Essas populações são consistentes com o fato de terem 50% ou mais de sua ancestralidade de pessoas relacionadas a grupos que viveram no Levante da Idade do Bronze e nos Zagros Calcolíticos. Estes grupos atuais também mostram ancestrais que não podem ser modelados pelos dados de ADN antigo disponíveis, destacando a importância de efeitos genéticos importantes adicionais na região desde a Idade do Bronze.

## Legado
Nas décadas de 1930 e 1940, alguns intelectuais sionistas revisionistas na Palestina Obrigatória fundaram a ideologia do cananismo, que procurava criar uma identidade hebraica única, enraizada na antiga cultura cananeia, em vez de uma identidade judaica.
Nacionalistas e intelectuais Palestinos afirmam ser descendentes dos cananeus e jebuseus; Mahmoud Abbas, presidente da Autoridade Palestina, afirmou que os palestinos são de origem cananeia.
Inúmeros geneticistas confirmam as teses e reinvindicações palestinas, além de afirmarem que judeus/samaritanos também possuem a mesma origem cananeia que os palestinos. 

### Na Bíblia
O trecho do Livro do Gênesis, na Bíblia hebraica, conhecido como Tabela das Nações, descreve os cananeus como descendentes de um ancestral comum chamado Canaã (em hebraico:  כְּנַעַן, Knaan), afirmando (Gênesis, 10:15–19):
"Canaã gerou a Sidom, seu primogênito, e Hete, e ao jebuseu, o amorreu, o girgaseu, o heveu, o arqueu, o sineu, o arvadeu, o zemareu e o hamateu. Depois se espalharam as famílias dos cananeus. Foi o termo dos cananeus desde Sidom, em direção a Gerar, até Gaza; e daí em direção a Sodoma, Gomorra, Admá e Zeboim, até Lasa."
O estudioso bíblico Richard Friedman argumenta que este trecho do Gênesis, que mostra a origem dos cananeus, teria escrito pela hipotética Fonte Sacerdotal.
O 'Sidom' mencionado pela Tabela como o primogênito de Canaã tem o mesmo nome que a cidade litorânea de Sidom, no atual Líbano. Esta cidade dominava a costa da Fenícia, e deteve a hegemonia sobre diversos grupos étnicos que pertenciam à "Terra de Canaã".
Populações canaanitas teriam habitado, da mesma maneira:
- os litorais do Mediterrâneo (Josué, 5:1), incluindo a Fenícia (Isaías, 23:11) e a Faixa de Gaza (Filisteia)  (Sofonias, 2:5).
- o Vale do Jordão (Josué, 11:3); Números, 13:29; Gênesis, 13:12).

De acordo com o Livro dos Jubileus, a conquista israelita de Canaã, bem como a maldição, são atribuídas à sua recusa de se unir aos irmãos mais velhos nas terras de Cã, além do Nilo, preferindo "ocupar" as terras herdadas por Sem no litoral oriental do Mediterrâneo.[carece de fontes?]
Um dos 613 mitzvot (mais precisamente o de número 596) prescreve que os habitantes das cidades que formavam as seis nações cananeias, tal como mencionado em 7:1 (com a exceção dos girgaseus), deveriam permanecer vivas.
Enquanto a Bíblia hebraica contrapõe os canaanitas, etnicamente, aos antigos israelitas, estudiosos modernos consideram o reino de Israel e Judá um subgrupo da cultura canaanita, tanto com base na arqueologia quanto na linguística.